# Арсеније Тубић
Арсеније Тубић (Београд, 17. март 1993) српски је телевизијски, позоришни и гласовни глумац.

## Биографија
Завршио Балетску школу „Лујо Давичо“ и похађао Основну музичку школу „Коста Манојловић“ – одсек соло певање. Дипломирао глуму 2017. године у класи професора Небојше Дугалића.
Стални је члан драмског ансамбла Позоришта на Теразијама од 2022. године
Поред глуме професионално се бави и музиком. Бивши је члан музичке групе „Вампири”, са којом је снимио албум „Летимо” из 2022 год.
Вођа је бенда „6.Чуло” са којим наступа од 2010 године.
Добитник годишње награде „Марија Кулунџић” за улогу Mачка Чарлија у представи „Судбина једног Чарлија”.

## Филмографија
| Год.       | Назив                             | Улога            |
| ---------- | --------------------------------- | ---------------- |
| 2010-е     |                                   |                  |
| 2017.      | Santa Maria della Salute (серија) | Певач (М.сабља)  |
| 2019.      | Врата до врата                    |                  |
| 2020-е     |                                   |                  |
| 2020.      | Златни дани                       | Слаја Кишнопољац |
| 2021—2023. | Игра судбине                      | Ритер Брунер     |
| 2021.      | Династија                         | радник Шерпица   |

## Театрографија
Професионални ангажман у позоришту::
- „Плави чуперак“, режија Сандра Родић Јанковић, Мало позориште „Душко Радовић“
- „Капетан Џон Пиплфокс“, режија Милорад Милинковић, Мало позориште „Душко Радовић“
- „Чаробна књига“, режија Иван Јевтовић, Мало позориште „Душко Радовић“
- „Аска и Вук“, режија Татјана Пипер Станковић, Мало позориште „Душко Радовић“
- „Мала школа рокенрола“, режија Јагош Марковић, Мало позориште „Душко Радовић“
- „Бура“, режија Никита Миливојевић, Мало позориште „Душко Радовић“
- „Судбина једног Чарлија“, режија Ана Томовић, Мало позориште „Душко Радовић“
- „Велики одмор“, режија Оља Ђорђевић, Мало позориште „Душко Радовић„
- „Срце у јунака Краљевића Марка“, режија Југ Радивојевић, Мало позориште „Душко Радовић“
- „Гуливер“, режија Исидора Гонцић, Мало позориште „Душко Радовић“
- „Украдени принц и изгубљена принцеза“, режија Бранислава Стефановић, Мало позориште „Душко Радовић“
- „Сан летње ноћи“, режија Давид Алић, Мало позориште „Душко Радовић“
- „Браћа (Б)лузери“, режија Иван Јевтовић, „Mikser House”
- „Cabare Carte Blanche“, режија Ђорђе Макаревић, „Театар Carte Blanche”
- „Ромео и Јулија“, режија Иван Јевтовић, „Позориште лектира Владимир Јевтовић”
- „Флорентински шешир“, режија Даријан Михајловић, „Позориште Бошко Буха“
- „Зојкин стан“, режија Наташа Поплавска, „Београдско драмско позориште”
- „Весела удовица“, режија Роберт Бошковић, „Опера и театар Мадленианум”
- „Флешденс“, режија Владан Ђурковић, „Позориште на Теразијама”
- „Фантом из Опере“, режија Југ Радивојевић, „Позориште на Теразијама”
- „Париски Живот“, режија Роберт Бошковић, „Опера и театар Мадленианум”
- „Црни лептир”, режија Марко Јовичић, „Позориште на Теразијама”
- „Вече мјузикла на Теразијама”, режија Даријан Михајловић, „Позориште на Теразијама”
- „Пријатељи”, режија Наташа Радуловић, „МТС Дворана”
- „Неки то воле вруће”, режија Соја Јовановић, „Позориште на Теразијама”
- „Балкан Експрес”, режија Даријан Михајловић, „Позориште на Теразијама”